# Perdiu de Rubeho
La perdiu de Rubeho (Xenoperdix obscurata) és una espècie d'ocell de la família dels fasiànids (Phasianidae) endèmic de les terres altes de Rubeho, a Tanzània. Aquesta perdiu és considerada una subespècie de Xenoperdix udzungwensis per alguns autors.